# حوزه انتخابیه سیزدهم نیویورک

حوزه انتخابیه سیزدهم نیویورک

حوزه انتخابیه سیزدهم نیویورک یک حوزه انتخابیه مجلس نمایندگان آمریکا است که در ایالت نیویورک قرار دارد.